# 名古屋市営バス楠営業所
名古屋市営バス楠営業所（なごやしえいバスくすのきえいぎょうしょ）は、愛知県名古屋市北区玄馬町231にある名古屋市営バスの営業所。最寄のバス停留所は新川中橋であり、主に北区、西区の路線を担当している。本所は三重交通名古屋観光営業所の敷地内にある。本所の周辺には主担当の路線がほとんどなく、如意営業所担当路線が多く通過しているため、飛び地車庫のような感じとなっている。

## 概要
名古屋市営バスでは、2005年（平成17年）4月より順次、コスト削減を理由に市バス営業所の民間事業者への委託を順次進めていた。
今までの営業所単位での委託ではなく、初めての試みとして、市バスの運行・車両の管理・バス留置スペース・整備設備等も受託業者に用意してもらう形で受託業者を募集した。その結果、名古屋観光営業所敷地内への提案を行った三重交通が選定され、当地に名古屋市交通局11番目の営業所として開設された。

## 沿革
- 2014年（平成26年）4月1日 - 名古屋市交通局浄心営業所楠分所として開設[1]。35両、8系統担当の体制で開始。
- 2016年（平成28年）4月1日 - 担当路線を追加し、50両、15系統の体制に。
- 2018年（平成30年）9月29日 - 港明営業所開設までの暫定措置として、車両と担当路線を追加。53両、17系統の体制に。
- 2019年（平成31年）
  - 2月12日 - 港明営業所開設。暫定措置が終了し元の体制に戻る。
  - 4月1日 - 楠営業所に昇格し浄心営業所から独立。

## 主担当路線
（2016年4月1日現在）
元浄心営業所担当や如意営業所担当の一部（主に庄内川を渡らない系統）を受け持っている。

### 名駅13号系統
|      | 起点     | 主な経由地   | 主な経由地 | 主な経由地 | 主な経由地 | 主な経由地 | 主な経由地     | 主な経由地 | 終点   | 副担当 | 備考                                   |
| ---- | -------- | ------------ | ---------- | ---------- | ---------- | ---------- | -------------- | ---------- | ------ | ------ | -------------------------------------- |
| 本   | 名古屋駅 | ノリタケの森 | 葭原町     | 天神山     | 笠取町     | 名塚       | 城北小学校     | 辻町       | 上飯田 | 浄心   |                                        |
| 支   | 名古屋駅 | ノリタケの森 | 葭原町     | 天神山     | 笠取町     | 名塚       | 城北つばさ高校 | 川中       | 中切町 | 浄心   |                                        |
| 出入 | 名古屋駅 | ノリタケの森 | 葭原町     | ---        | ---        | ---        | ---            | ---        | 天神山 |        | 浄心営業所行きだが、当楠営業所便も運行 |

概要
当系統は、名古屋駅と西区庄内地区・北区萩野地区・川中地区を結ぶ路線である。名古屋駅 - 名塚間の系統としては〔名駅12〕も存在するが、当系統は裏道のような狭い道を経由する。〔北巡回〕や〔上.西〕と同様に上飯田駅から名古屋市立大学医学部附属西部医療センターへのアクセス路線としての役割を担うが、当系統は西部医療センター交通広場へは乗り入れない（又穂住宅東停留所が最寄り）。
沿革
1998年（平成10年）の系統再編前の番号は、現在の［本］・［出入］が〔1〕、現在の［支］が〔5〕であった。
経路も異なり、〔5〕は名古屋駅 - 名塚間において江川線（名古屋市道江川線）を経由し、かつ城北小学校を経由する本線があった。
2003年の地下鉄上飯田線開業までは「名古屋駅 - 辻町 - 新堀町 - 上飯田」の支線があったが、昼間時のみ2時間に1本という本数の少ない系統であった。
2003年12月に那古野営業所が閉鎖されるまでは、主担当が浄心営業所、副担当が如意営業所だった。当営業所の開設に伴い、移管された（浄心は引き続き副担当となる）
2018年4月1日より、愛工前停留所の名称が、城北つばさ高校停留所に変更された。
途中のノリタケの森停留所は「ノリタケの森」および「イオンモール Nagoya Noritake Garden」最寄り停留所となっている。
途中の葭原町（児玉町、天神山）停留所近くに県立名古屋西高校があり、朝夕は高校生の利用が多い。
停留所およびダイヤ
［本］は、ほぼ終日1時間あたり1 - 2本の運行となっている。［支］は楠営業所への出入庫便としても運転され（中切町 - 新川中橋は回送）、1時間あたり1 - 2本の運行となっている。両路線が重複する名古屋駅 - 又穂住宅東では合わせて1時間あたり2 - 3本の運行となっている。［出入］は浄心営業所への出入庫便であり（天神山 - 浄心町は回送）、通勤・通学時間帯を中心に1日数本運行される。

### 栄12号系統・栄13号系統
|      |      | 起点 | 主な経由地 | 主な経由地 | 主な経由地 | 主な経由地 | 主な経由地 | 主な経由地 | 終点     | 備考            |
| ---- | ---- | ---- | ---------- | ---------- | ---------- | ---------- | ---------- | ---------- | -------- | --------------- |
| 栄12 | 栄12 | 栄   | 新栄町     | 赤塚       | 若葉通     | 辻町       | ---        | ---        | 安井町西 |                 |
| 栄13 | 本   | 栄   | 広小路本町 | 桜通本町   | 名城病院   | 弁天通三   | 稲生町     | 川中       | 安井町西 |                 |
| 栄13 | 折   | 川中 | 稲生町     | 弁天通三   | 名城病院   | 桜通本町   | 広小路本町 | ---        | 栄       | →のみ 朝1便のみ |

旧〔8〕（安井町西 - 栄 - 安井町西）。1998年の再編で栄を境に分割し、起点を安井町西から栄に変更して誕生した。
ただし、もともとは〔栄13〕が〔8〕であり、〔栄12〕のほうは〔59〕を名乗っていたのが、1982年の再編で〔8〕に統合されていたので、結果的には先祖返りした格好である。
なお、〔8〕時代は黒川 - 城見町 - 福徳町 - 安井町西という経路の枝線があった。こちらは98年の再編で〔黒川11〕の支線となり、後に独立して〔黒川14〕となっている。
〔栄13〕の樋ノ口町一〜名古屋城正門前は名古屋城の外堀沿いの道を通るため、西の丸・御深井丸の間の堀から名古屋城天守を車窓に眺めることができる。
停留所およびダイヤ
〔栄12〕は、ほぼ終日1時間あたり2 - 3本（土曜・休日は1- 2本）の運行となっている。〔栄13・本〕は1時間あたり2 - 3本（土曜・休日は2本）の運行となっている。〔栄13・折〕は朝の川中（西）発1本のみ。
2018年4月1日より、〔栄13〕の経由地の愛工前停留所の名称が、城北つばさ高校停留所に変更された。
毎年3月の名古屋ウィメンズマラソン開催時の日中は規制解除まで〔栄13〕は運休、〔栄12〕は平田町 - 安井町西の運行となる。

### 栄26号系統・黒川12号系統
|        | 起点   | 主な経由地 | 主な経由地 | 主な経由地 | 主な経由地 | 主な経由地 | 主な経由地 | 主な経由地 | 主な経由地 | 主な経由地 | 終点   | 備考         |
| ------ | ------ | ---------- | ---------- | ---------- | ---------- | ---------- | ---------- | ---------- | ---------- | ---------- | ------ | ------------ |
| 栄26   | 栄     | ---        | ---        | ---        | ---        | 丸田町     | 鶴舞公園   | 高辻       | 滝子       | 桜山       | 博物館 | 平日朝夕のみ |
| 黒川12 | 中切町 | 北図書館   | 黒川       | 東片端     | 高岳       | 丸田町     | 鶴舞公園   | 高辻       | 滝子       | 桜山       | 博物館 |              |

概要
当系統は、北区川中地区と、桜山・博物館とを、空港線（名古屋市道堀田高岳線）、東郊通、八熊通を経由して結ぶ路線である。
市電34号系統（黒川本通四 - 東片端 - 東新町 - 鶴舞公園 - 堀田駅）や市電33号系統（東新町 - 高辻 - 桜山 - 港東通）の代替機能も併せ持つ。
〔黒川12〕は途中、北区、東区、中区、昭和区、瑞穂区の5区を経由する。また、如意営業所担当の〔幹栄1〕と同様に黒川交差点を直進するため黒川バスターミナルを経由しない。終点の博物館停留所は名古屋市道名古屋環状線上ではなく名古屋市博物館の裏手にある。起終点がいずれも鉄道駅とはならない珍しい系統である（他には八事11、相生11など）。
名古屋市の繁華街を縦断しているが、黒川 - 桜山などを乗り通すと地下鉄や〔基幹1〕よりかなり時間がかかるため両系統の利用客はそれほど多くない。
市立大学病院 - 桜山 - 高辻は金山発着の各系統と経路が重複しており、中切町行き（栄行き）では高辻到着前に誤乗防止の注意喚起が流れる。
沿革
1998年（平成10年）の系統再編以前の番号は〔141〕であった。系統再編時に黒川 - 中切町間が短縮されるが、2003年の再編でもとの経路に戻っている。
〔栄26〕は系統再編時には〔黒川12〕を名乗っていたが、混同されるため2001年に番号を分けた。なお、栄発着の〔141〕時代は、御器所営業所が副担当だった。当営業所開設前は如意営業所が担当していた。
停留所およびダイヤ
〔黒川12〕は、ほぼ終日1時間あたり1本（昼間は60分毎）の運行となっている。〔栄26〕は平日朝夕に8往復のみの運行となっている。

### 黒川14号系統
|    | 起点 | 主な経由地 | 主な経由地 | 主な経由地 | 終点     |
| -- | ---- | ---------- | ---------- | ---------- | -------- |
| 本 | 黒川 | 城見町     | 光音寺町   | 川中       | 安井町西 |

主に朝晩を中心に運行される。〔北巡回〕の補完的役割を持つ系統である。〔北巡回〕とは異なり、西部医療センターは経由しない。
旧番号は〔8イ〕。新番号化で〔黒川11〕の支線扱いになっていたが2000年の再編で独立し〔黒川13〕となる。2003年の再編で廃止されるが、2004年4月の変更で〔北区〕系統の支線として再設定され、その後2004年10月の再編で〔北区〕系統の本線部分は地域巡回系統の〔北巡回〕、支線部分は〔黒川14〕となり現在に至っている。

### 小田12号系統
|    | 起点     | 主な経由地 | 主な経由地 | 主な経由地 | 主な経由地 | 主な経由地 | 終点       | 備考                          |
| -- | -------- | ---------- | ---------- | ---------- | ---------- | ---------- | ---------- | ----------------------------- |
| 本 | 平田住宅 | 平田       | 上小田井駅 | 中小田井五 | 小田井野田 | 見寄町     | 平田住宅   | 左右回り （→が右回り）        |
| 折 | 平田住宅 | 平田       | →→         | →→         | →→         | →→         | 上小田井駅 | 上小田井駅行きは 木曽橋を通過 |
| 折 | 平田住宅 | 平田       | 木曽橋     |            |            |            | 上小田井駅 | 上小田井駅行きは 木曽橋を通過 |

平田住宅からはもともと地下鉄鶴舞線へのアクセス用に〔20ニ〕（平田住宅 - 木曽橋 - 山田支所 - 大野木四 - 庄内緑地公園 - 平田住宅）という系統があったが、1996年の再編で平田住宅 - 平田 - 上小田井駅 - 見寄町 - 平田住宅という経路になった。
現行の経路は1998年の再編で新設されたものだが、新設時は上小田井駅が起点になっていたため、上小田井駅発着の本線と平田住宅発着の支線が同居する格好になった。
2000年に二つの経路が統合されると同時に［折］が新設されて現在に至る。
途中の木曽橋停留所は上小田井駅を出た後にのみ停車し、上小田井駅に入るときは通過する（他系統も同様）。
なお、平田住宅と上小田井駅を結ぶ系統は本系統の他に〔名駅26〕〔栄11〕〔山田巡回〕があるが、それぞれ少しずつ経路が異なる。
停留所およびダイヤ
［本］は、右回り・左回りともにほぼ終日1時間あたり1本（昼間は60分毎）の運行となっている。［折］は平田地区から上小田井駅への通勤対策として朝と夜（平日は夕方も）のみの運行となっている。

### 鶴舞11号系統
|    | 起点     | 主な経由地 | 主な経由地 | 主な経由地 | 主な経由地 | 終点   |
| -- | -------- | ---------- | ---------- | ---------- | ---------- | ------ |
| 本 | 鶴舞公園 | 新栄町     | 平田町     | 東区役所   | 平安通     | 上飯田 |

概要
当系統は、鶴舞公園（鶴舞駅）と上飯田を、新栄町経由で結ぶ路線である。市電80号系統（尾頭橋 - 水主町 - 鶴舞公園 - 新栄町 - 上飯田）の代替路線である。
平田町以北は〔幹名駅1〕や〔栄14〕を補完している。
概ね片側2車線以上の道路を経由しているが利用者はそれほど多くなく、中型バスで運行されることも多い。
沿革
1998年までは〔28〕を名乗っていた。当初は赤塚を経由していたが、〔基幹2〕と経路が重複するために東区役所経由に変更された。
2010年12月までは浄心営業所の担当系統であった。またかつては大森営業所の担当でもあった。
停留所およびダイヤ
昼間は40分毎の運行である。

### 北巡回系統
|    | 起点 | 主な経由地 | 主な経由地        | 主な経由地 | 主な経由地 | 主な経由地 | 主な経由地 | 主な経由地 | 主な経由地 | 主な経由地 | 主な経由地 | 主な経由地 | 主な経由地 | 主な経由地 | 主な経由地 | 主な経由地 | 主な経由地 | 主な経由地 | 主な経由地 | 終点 |
| -- | ---- | ---------- | ----------------- | ---------- | ---------- | ---------- | ---------- | ---------- | ---------- | ---------- | ---------- | ---------- | ---------- | ---------- | ---------- | ---------- | ---------- | ---------- | ---------- | ---- |
| 本 | 黒川 | 城見町     | 西部医療 センター | 光音寺町   | 川中       | 城北小学校 | 安井町     | 辻本通     | 若葉通     | 平安通     | 上飯田     | 山田       | 大曽根     | 西大曽根   | 杉栄町     | 清水二     | 北区役所   | 柳原町     | 城見町     | 黒川 |

 地域巡回バスの一路線。〔栄12〕〔栄13〕とは異なり、安井町西を終点とはしていない。
沿革
2018年4月1日より、新たに長喜町停留所が新設された。また同日に鳩岡停留所に北巡回専用停留所を新設、辻本通停留所、北図書館停留所は同系統の経路変更より停留所の増設がされた。

### 出入庫系統
|                 | 起点   | 主な経由地 | 主な経由地 | 主な経由地 | 主な経由地   | 終点             | 備考  |
| --------------- | ------ | ---------- | ---------- | ---------- | ------------ | ---------------- | ----- |
| 出入庫（上.西） | 上飯田 | 辻本通     | 安井町     | 福徳町     | 金城町三丁目 | 西部医療センター | →のみ |

概要
この系統は上飯田から片方向の運行。名古屋市立大学医学部附属西部医療センターへのアクセスを考慮して設定された。経路が一部異なるが、〔黒川14〕や〔北巡回〕の補完とも言える。
沿革
2023年1月の再編で新設
停留所及びダイヤ
平日の上飯田8時11分発の1本のみ設定されている。他系統と同様、西部医療センター向きでは志賀公園前を経由しない。

## 副担当路線

### 幹名駅1号系統
詳しくは幹名駅1号系統を参照。

### 名駅14号系統
詳しくは名駅14号系統を参照。

### 名駅15号系統
詳しくは名駅15号系統を参照。

### 名駅26号系統
詳しくは名駅26号系統を参照。

### 栄14号系統
詳しくは栄14号系統を参照。

### 曽根13号系統
詳しくは曽根13号系統を参照。

### 小田11号系統
詳しくは小田11号系統を参照。

## 車両
50両
- 配属車両は以下の通り
  - ノンステップバス：NS、NH、NF、NMS

港区役所関連の系統に入る際は名古屋高速（黒川出入口 - 港明出入口）を通り、回送して運用に出入りしていた。港明営業所開設に伴い港区役所関連の担当はなくなり、このような長距離回送も短期間で廃止された。